# Вила (Савона)
Вила је насеље у Италији у округу Савона, региону Лигурија.
Према процени из 2011. у насељу је живело 54 становника. Насеље се налази на надморској висини од 361 м.